# دیووی-هامبولت
دوئی-هامبولدت (به انگلیسی: Dewey-Humboldt) شهری در شهرستان یاواپی ایالت آریزونا است که در سرشماری سال ۲۰۱۰ میلادی، ۳٬۸۹۴ نفر جمعیت داشته است. دوئی-هامبولدت، به‌طور رسمی در تاریخ ۲۰۰۴ میلادی به‌عنوان یک شهر شناخته شد.